# اسباب خوشبختی
اسباب خوشبختی عنوان کتابی که شامل چهار داستان کوتاه به قلم نویسنده معاصر اریک امانوئل اشمیت نمایش‌نامه‌نویس و فیلسوف فرانسوی که با ترجمه شهلا حائری منتشر شده است.

## در مورد کتاب
در این کتاب نویسنده، بار دیگر با ظرافت خاص خود به جستجو در درون شخصیت‌ها و روابط انسان‌ها می‌پردازد. گاهی از خوشبختی متزلزل یک زن می‌گوید، زمانی از غفلت یک پدر، گاهی از نیروی خاطرات و همواره از مرز میان واقعیت و تخیل و حقیقت و دروغ.